# Kanton Saint-Bonnet-en-Champsaur
Der Kanton Saint-Bonnet-en-Champsaur ist seit 1793 ein französischer Wahlkreis im Département Hautes-Alpes in der Region Provence-Alpes-Côte d’Azur. Er umfasst 25 Gemeinden im Arrondissement Gap und hat seinen Hauptort (frz.: bureau centralisateur) in Saint-Bonnet-en-Champsaur.

## Gemeinden
Der Kanton besteht aus 25 Gemeinden mit insgesamt 11.528 Einwohnern (Stand: 1. Januar 2022) auf einer Gesamtfläche von 766,75 km²:
| Gemeinde                         | Einwohner 1. Januar 2022 | Fläche km² | Dichte Einw./km² | Code INSEE | Postleitzahl |
| -------------------------------- | ------------------------ | ---------- | ---------------- | ---------- | ------------ |
| Ancelle                          | 966                      | 50,66      | 19               | 05004      | 05260        |
| Aspres-lès-Corps                 | 93                       | 16,73      | 6                | 05009      | 05800        |
| Aubessagne                       | 743                      | 27,51      | 27               | 05039      | 05500, 05800 |
| Buissard                         | 194                      | 2,92       | 66               | 05025      | 05500        |
| Chabottes                        | 955                      | 9,96       | 96               | 05029      | 05260        |
| Champoléon                       | 139                      | 98,54      | 1                | 05032      | 05260        |
| Forest-Saint-Julien              | 344                      | 6,95       | 49               | 05056      | 05260        |
| La Chapelle-en-Valgaudémar       | 114                      | 108,02     | 1                | 05064      | 05800        |
| La Fare-en-Champsaur             | 478                      | 10,27      | 47               | 05054      | 05500        |
| La Motte-en-Champsaur            | 207                      | 52,80      | 4                | 05090      | 05500        |
| Laye                             | 242                      | 10,55      | 23               | 05072      | 05500        |
| Le Glaizil                       | 176                      | 21,93      | 8                | 05062      | 05800        |
| Le Noyer                         | 306                      | 21,50      | 14               | 05095      | 05500        |
| Orcières                         | 660                      | 98,27      | 7                | 05096      | 05170        |
| Poligny                          | 337                      | 13,81      | 24               | 05104      | 05500        |
| Saint-Bonnet-en-Champsaur        | 2.081                    | 35,85      | 58               | 05132      | 05500        |
| Saint-Firmin                     | 449                      | 22,39      | 20               | 05142      | 05800        |
| Saint-Jacques-en-Valgodemard     | 115                      | 15,65      | 7                | 05144      | 05800        |
| Saint-Jean-Saint-Nicolas         | 1.090                    | 37,17      | 29               | 05145      | 05260        |
| Saint-Julien-en-Champsaur        | 379                      | 10,04      | 38               | 05147      | 05500        |
| Saint-Laurent-du-Cros            | 575                      | 12,69      | 45               | 05148      | 05500        |
| Saint-Léger-les-Mélèzes          | 369                      | 6,76       | 55               | 05149      | 05260        |
| Saint-Maurice-en-Valgodemard     | 118                      | 36,37      | 3                | 05152      | 05800        |
| Saint-Michel-de-Chaillol         | 367                      | 16,78      | 22               | 05153      | 05260        |
| Villar-Loubière                  | 31                       | 22,63      | 1                | 05182      | 05800        |
| Kanton Saint-Bonnet-en-Champsaur | 11.528                   | 766,75     | 15               | 0512       | –            |

Bis zur Neuordnung gehörten zum Kanton Saint-Bonnet-en-Champsaur die 16 Gemeinden Ancelle, Buissard, Chabottes, Forest-Saint-Julien, La Fare-en-Champsaur, La Motte-en-Champsaur, Laye, Le Noyer, Les Costes, Poligny, Saint-Bonnet-en-Champsaur, Saint-Eusèbe-en-Champsaur, Saint-Julien-en-Champsaur, Saint-Laurent-du-Cros, Saint-Léger-les-Mélèzes und Saint-Michel-de-Chaillol. Sein Zuschnitt entsprach einer Fläche von 257,31 km2. Er besaß vor 2015 einen anderen INSEE-Code als heute, nämlich 0518.

## Veränderungen im Gemeindebestand seit der landesweiten Neuordnung der Kantone
2018: Fusion Chauffayer, Les Costes, Saint-Eusèbe-en-Champsaur → Aubessagne

## Politik
| Vertreter im Départementsrat | Vertreter im Départementsrat   | Vertreter im Départementsrat |
| Amtszeit                     | Namen                          | Partei                       |
| ---------------------------- | ------------------------------ | ---------------------------- |
| 1992–2014                    | Jean-Yves Dusserre             | UMP                          |
| 2014–2015                    | Béatrice Allosia               | UMP                          |
| 2015–                        | Béatrice Allosia Patrick Ricou | DVD                          |